# 孔延之 (临江)
孔延之（1014年—1074年），一名孔元，号長源，臨江軍新淦（今江西新幹）人。
孔子四十六世孫，孔中正独子。幼孤貧，白天耕讀，晚上燃松夜讀。仁宗慶曆二年（1042年）進士，授钦州军事推官。知新建、新昌等县，歷官荆湖北路提点刑狱、司封郎中。熙宁四年（1071年）知越州（今浙江紹興），原任的趙抃改知杭州。官至侍封郎中。撰《会稽掇英总集》二十卷、《痤宜贼首级记》。有七子：孔文仲、孔武仲、孔平仲、孔康仲、孔和仲、孔义仲、孔南仲。